# Grabado ácido
Técnica utilizada en la odontología basada en la desmineralización de esmalte y dentina, que se emplea para facilitar la adherencia a la superficie dental de los adhesivos necesarios y previos a la realización de una reconstrucción de composite o una rehabilitación con caries dentales.

## Historia
Este concepto nació en 1955, cuando Michael Buonocore utilizó el ácido ortofosfórico al 85% en la superficie adamantina y observó que se generaban irregularidades por la descalcificación de los prismas del esmalte. Además de las irregularidades del esmalte, el ácido fosfórico logra remover la contaminación de la superficie logrando aumentar la energía superficial y el área de contacto, favoreciendo la posibilidad de obtener adhesión.
Este método ha evolucionado y ha sido perfeccionado desde entonces,  actualmente los ácidos utilizados son soluciones de ácido fosfórico diluidas, entre un 35% y un 37%, que se aplican durante un tiempo de entre 15 y 30 s.
El descubrimiento de esta técnica fue un avance decisivo en la historia de la odontología adhesiva.

## Objetivos

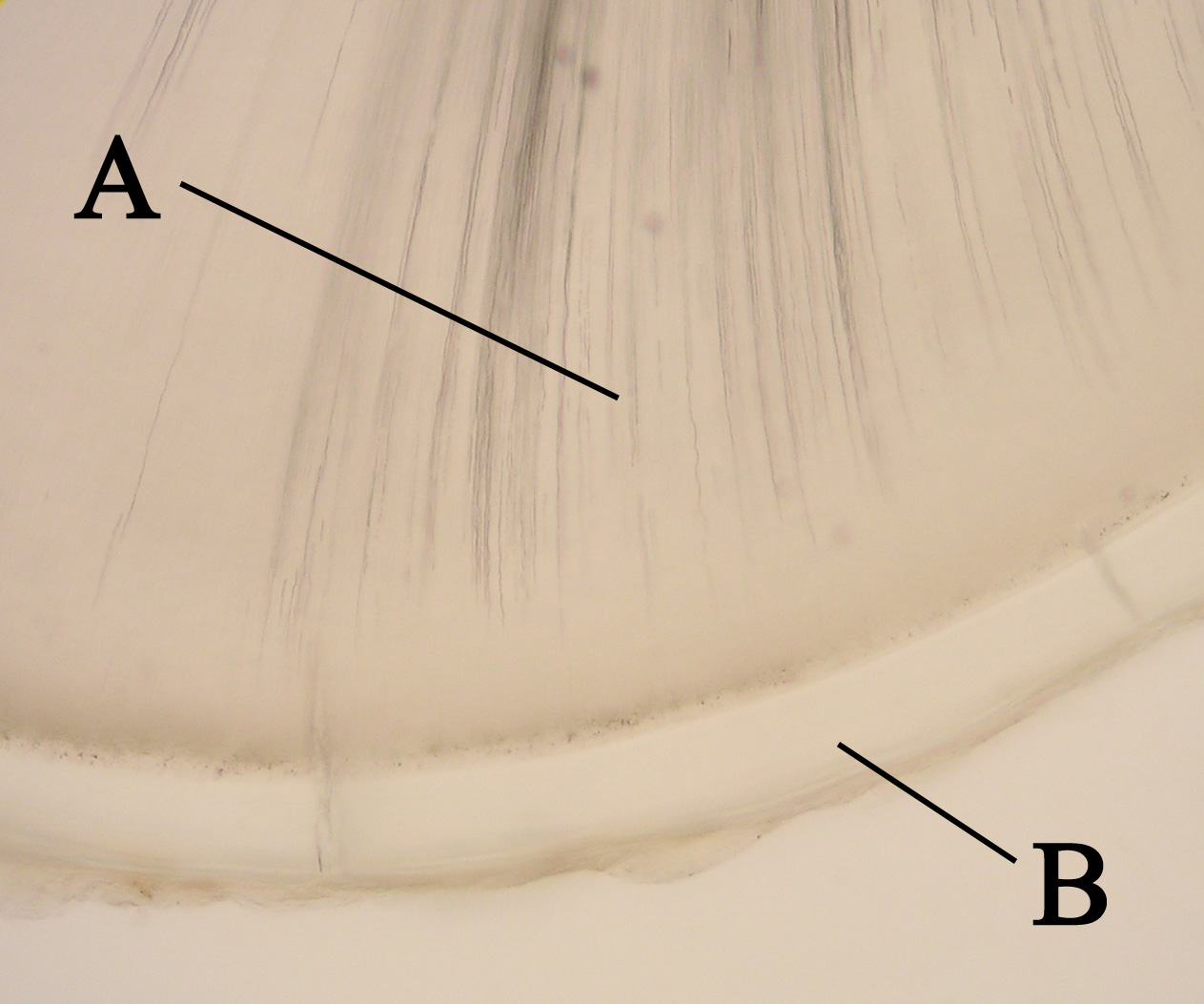
A: Imagenologia de dentina y sus tubulos dentinarios.
B: Cemento dentario

- Desmineralizar los prismas dentarios generando microporos y microsurcos.

- Aumentar el área superficial
- Remover el esmalte defectuoso
- Aumentar la energía superficial

## Técnica
La técnica del grabado ácido se basa en el efecto que produce este al contactar con la pieza dentaria este sea en esmalte o dentina. La técnica de grabado en esmalte y dentina es la misma, solo difieren en la agresividad de los ácidos utilizados (menos agresivos en dentina) y en el tiempo de exposición a estos ácidos (10 s en dentina y 20 s en esmalte.
Cuando la solución contacta con el esmalte dental, el ácido disuelve selectivamente los cristales de hidroxiapatita. Este efecto se determina como una desmineralización selectiva, ya que crea superficies irregulares sobre el esmalte y también proporciona el aumento de energía de la superficie. Además, el grabado ácido puede desmineralizar tanto la región central de los prismas como su parte periférica, creando microespacios o rugosidades en la superficie del esmalte. La profundidad de estas rugosidades en esmalte es de 25 a 30 µm, generando la obtención de patrones de grabado en esmalte.
Se sabe que el esmalte está grabado cuando se torna de un color blanco tiza.

En este sentido, al aplicar una resina de consistencia fluida en el esmalte grabado, este llena los microespacios y después de su polimerización queda mecánicamente retenida en el esmalte. La resina no sólo encapsula los cristalitos de esmalte sino que puede penetrar en los propios cristalitos, formando un verdadero apósito en el que los cristalitos constituyen el relleno y la resina la matriz sintética. Asimismo, el grabado ácido del esmalte proporciona también una remoción de la capa residual, aumenta la capacidad de humectación, mejora las condiciones de unión del esmalte e incrementa el área del esmalte disponible para la adhesión.

Secciones del diente. 1. Esmalte 2. Dentina

### Grabado en esmalte
- Tipo I: Se caracteriza por presentar el centro del prisma disuelto.
- Tipo II: Presenta una disolución de la periferia del prisma, dejando el núcleo casi intacto.
- Tipo III: Se caracteriza por no presentar estructuras de ninguna estructura prismática.

### Grabado en dentina
- Genera la apertura de los tubulos dentinarios.
- El efecto del ácido no actúa más allá de 25 µm en dentina.

## Aplicación
1. Lavar y limpiar con una brocha a baja velocidad y pasta de pómez y agua; también puede utilizar el bicarbonato de sodio para profilaxis en pasta o aplicarlo con el sistema de aire para profilaxis. Muchos autores suelen utilizar un microarenador con partículas de óxido de aluminio para la eliminación de la capa superficial del esmalte.[5]
2. Proteger los demás dientes que no se van a grabar con tiras de acetato, metálica o una barrera gingival.
3. Colocar ácido solo en el bisel.
4. Dejar el grabado actuar durante 15 a 20 s
5. Observar el color del diente grabado: pierde brillo con un típico aspecto de tiza.
6. Lavar con agua y aire por 5 s (aspiración del ácido con sistema de evacuación de alto volumen y spray).
7. Secar con aire presurizado por 5 s, perpendicular al esmalte, protegiendo la dentina para evitar su desecación.
8. La superficie grabada debe mantenerse limpia y seca hasta usar el agente de enlace, ya que el contacto con sangre o saliva evita que el adhesivo forme prolongaciones en el esmalte.